# 小砾石半岛
小砾石半岛（法語：Presqu'île Petit-Gravier，法語發音：[pʁɛskil pəti ɡʁavje]）位于比利时瓦隆大区列日省列日区维塞的一个半岛和自然自然保护区，地处小拉奈以北阿尔贝运河的拉奈船闸以东的默兹河西岸。
根据1839年签署的《伦敦条约》，该地区当时位于默兹河的东岸荷兰一侧，属于荷兰王国领土。1970年至1979年期间，因默兹河截弯取直改造，使得小砾石半岛成为默兹河西岸的一个半岛，与荷兰本土隔绝。为了方便管理，荷兰与比利时两国于2016年在阿姆斯特丹签订两国边界更改、领土互换协议，荷兰用小砾石半岛换取了原属比利时的伊拉尔半岛和艾斯登半岛。2018年1月1日，协议正式生效。